# Jake Hastie
Jake Hastie (Law, 18 marzo 1999) è un calciatore scozzese, attaccante dell'Ayr Utd.

## Caratteristiche tecniche
È un'ala sinistra.

## Carriera

### Club
Cresciuto nel settore giovanile del Motherwell, debutta in prima squadra il 15 ottobre 2016 in occasione dell'incontro di Scottish Premiership perso 2-0 contro il Celtic; nel gennaio 2017 rinnova il proprio contratto per due anni e mezzo dopodiché viene ceduto in prestito prima all'Airdrieonians nella stagione 2017-2018, poi all'Alloa Athletic fino a gennaio 2019. Rientrato dal prestito, riesce a ritagliarsi un ruolo da protagonista nel club giallorosso segnando 6 reti in 14 partite.
Il 1º maggio 2019 viene acquistato a titolo definitivo dal Rangers con cui firma un contratto di quattro anni e mezzo; debutta con il nuovo club il 18 luglio, in occasione dell'incontro valido per i preliminari di Europa League vinto 6-0 contro il St Joseph's. Nel settembre seguente viene ceduto in prestito al Rotherham Utd dove gioca 14 incontri in Football League One; il 3 luglio 2020 fa ritorno sempre in prestito al Motherwell per tutta la durata della stagione 2020-2021.

### Nazionale
Ha giocato nella nazionale scozzese Under-19.

## Statistiche
Statistiche aggiornate al 9 maggio 2025.

### Presenze e reti nei club
| Stagione              | Squadra               | Campionato            | Campionato | Campionato | Coppe nazionali | Coppe nazionali | Coppe nazionali | Coppe continentali | Coppe continentali | Coppe continentali | Altre coppe | Altre coppe | Altre coppe | Totale | Totale | Totale |
| Stagione              | Squadra               | Comp                  | Pres       | Reti       | Comp            | Pres            | Reti            | Comp               | Pres               | Reti               | Comp        | Pres        | Reti        | Pres   | Reti   |        |
| --------------------- | --------------------- | --------------------- | ---------- | ---------- | --------------- | --------------- | --------------- | ------------------ | ------------------ | ------------------ | ----------- | ----------- | ----------- | ------ | ------ | ------ |
| 2016-2017             | Motherwell            | PL                    | 3          | 0          | CS+CdL          | 0               | 0               |                    | -                  | -                  | CC          | 2           | 0           | 3      | 0      |        |
| ago. 2017             | Motherwell            | PL                    | 0          | 0          | CS+CdL          | 0               | 0               |                    | -                  | -                  | CC          | 1           | 0           | 0      | 0      |        |
| 2017-2018             | Airdrieonians         | 2D                    | 31         | 2          | CS+CdL          | 1+0             | 1               |                    | -                  | -                  | CC          | 0           | 0           | 32     | 3      |        |
| 2018-gen. 2019        | Alloa Athletic        | 1D                    | 19         | 1          | CS+CdL          | 0+4             | 2               |                    | -                  | -                  | CC          | 0           | 0           | 23     | 3      |        |
| gen.-giu. 2019        | Motherwell            | PL                    | 14         | 6          | CS+CdL          | 1+0             | 1               |                    | -                  | -                  | CC          | 4           | 1           | 15     | 8      |        |
| ago. 2019             | Rangers               | PL                    | 0          | 0          | CS+CdL          | 0+1             | 0               | UEL                | 1                  | 0                  | CC          | 1           | 0           | 3      | 0      |        |
| 2019-2020             | Rotherham Utd         | FL1                   | 14         | 3          | FACup+CdL       | 1+0             | 0               |                    | -                  | -                  | EFL Trophy  | 1           | 0           | 16     | 3      |        |
| 2020-2021             | Motherwell            | PL                    | 14         | 0          | CS+CdL          | 2+0             | 0               | UEL                | 1                  | 0                  | CC          | 0           | 0           | 17     | 0      |        |
| ago. 2021-gen.2022    | Partick Thistle       | SC                    | 6          | 0          | CS+CdL          | 2+0             | 0               | -                  | -                  | -                  | CC          | 0           | 0           | 6      | 0      |        |
| gen.-giu. 2022        | Linfield              | P                     | 9          | 0          | IC              | 1               | 0               | -                  | -                  | -                  | -           | -           | -           | 10     | 0      |        |
| 2022-2023             | Hartlepool Utd        | FL2                   | 18         | 0          | FACup+CdL       | 4+1             | 0               | -                  | -                  | -                  | EFL Trophy  | 1           | 0           | 25     | 0      |        |
| 2023-gen. 2024        | Hartlepool Utd        | NL                    | 14         | 4          | FACup           | 1               | 0               | -                  | -                  | -                  | FA Trophy   | 2           | 0           | 17     | 4      |        |
| Totale Hartlepool Utd | Totale Hartlepool Utd | Totale Hartlepool Utd | 32         | 4          |                 | 6               | 0               |                    | -                  | -                  |             | 3           | 0           | 42     | 4      |        |
| gen.-giu. 2024        | Hamilton Academical   | SL1                   | 14+2       | 3+0        | -               | -               | -               | -                  | -                  | -                  | -           | -           | -           | 16     | 3      |        |
| 2024-2025             | Ayr Utd               | SC                    | 25         | 0          | CS+CdL          | 1+4             | 1+1             | -                  | -                  | -                  | CC          | 3           | 0           | 33     | 2      |        |
| Totale carriera       | Totale carriera       | Totale carriera       | 183        | 19         |                 | 22              | 6               |                    | 2                  | 0                  |             | 15          | 1           | 222    | 26     |        |

## Palmarès

### Club

#### Competizioni nazionali
- Campionato nordirlandese: 1

Linfield: 2021-2022